# Bis(chlorométhyl)éther
Le bis(chlorométhyl)éther est un éther chloré utilisé comme réactif dans l'industrie chimique pour la chlorométhylation et connu comme étant un cancérogène pour les poumons.

## Production et synthèse
La réaction du paraformaldéhyde avec l'acide chlorosulfonique dans l'acide sulfurique à température ambiante produit le bis(chlorométhyl)éther .